# Autographa v-minus
Autographa v-minus är en fjärilsart som beskrevs av Charles Oberthür 1884. Autographa v-minus ingår i släktet Autographa och familjen nattflyn, Noctuidae. Inga underarter finns listade i Catalogue of Life.